# Siemens EuroSprinter

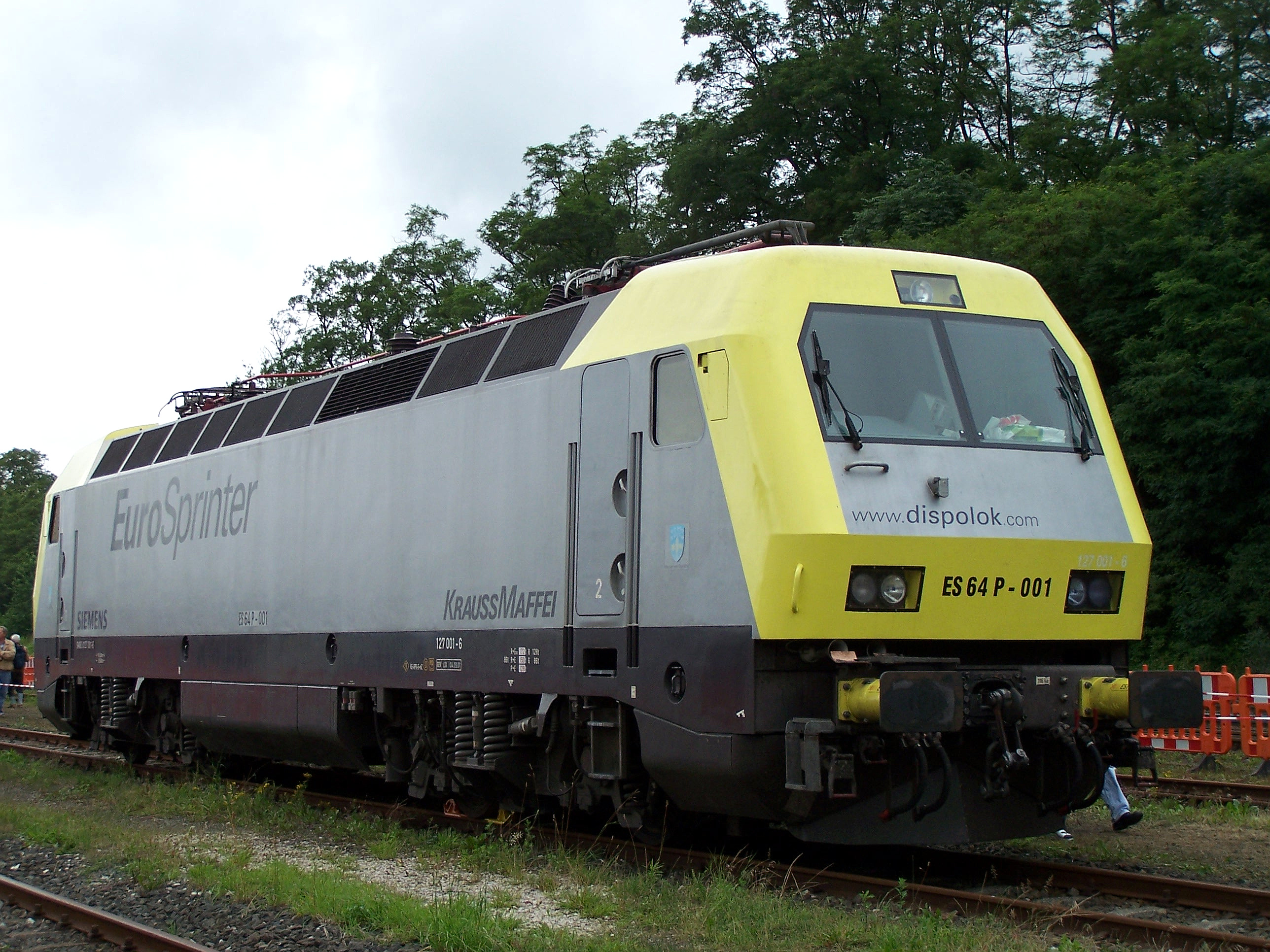
ES64P, prototyp EuroSprinter

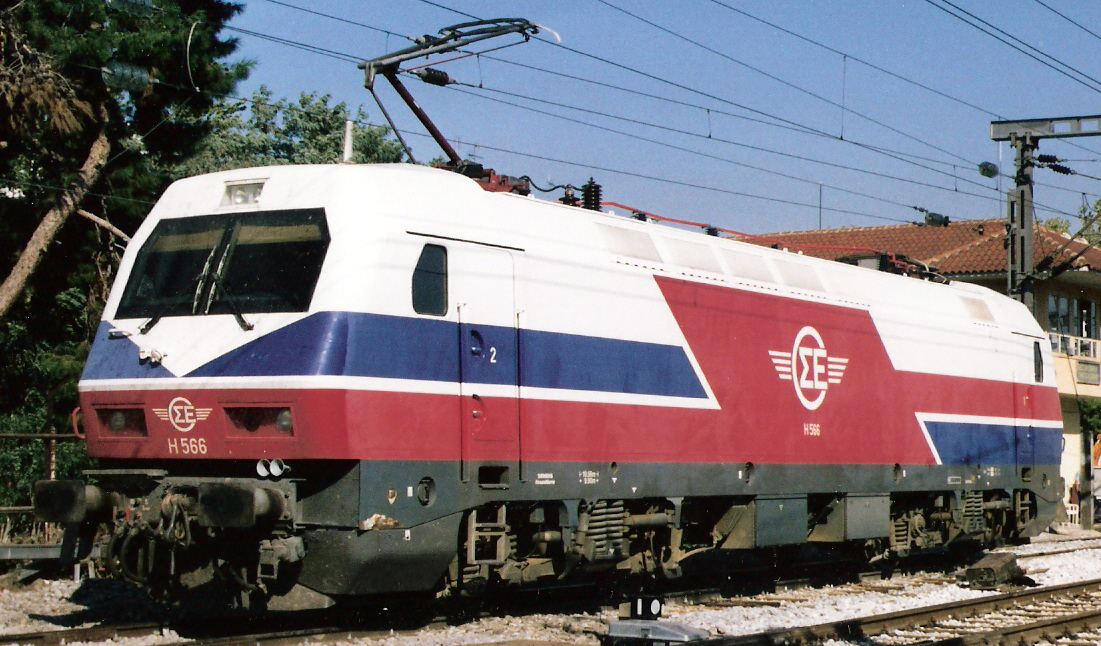
Lokomotivy pro OSE byly dodávány pod obchodním názvem HellasSprinter

Siemens ES64 EuroSprinter je označení typové rodiny elektrických lokomotiv z produkce firmy Siemens, dříve konsorcium Siemens Transportation Systems a Krauss-Maffei. Tyto lokomotivy jezdí v několika evropských zemích.

## Označení
Označení „ES64“ v sobě obsahuje zkratku „EuroSprinter“ a jmenovitý výkon ve stovkách kW. Následující písmeno označuje určení lokomotivy – U pro univerzální, F pro nákladní a P pro osobní stroje. Následuje číslice, která určuje napájecí systémy – 2 pro 15 a 25 kV střídavých nebo 4 pro oba střídavé systémy a 3 a 1,5 kV stejnosměrných. Význam poslední číslice není, že jsou všechny uvedené systémy osazené, ale že stroj je pro ně koncipován.

## Vznik a vývoj

### První generace
V roce 1988 si RENFE (španělské železnice) objednaly u konsorcia firem Siemens a Krauss-Maffei 75 výkonných universálních lokomotiv řady RENFE řady 252. Lokomotivy měly mít atraktivní vzhled a výkonné třífázové asynchronní motory napájené polovodičovými měniči. Dodávky započaly v roce 1991. Teprve o rok později byl představen ukázkový stroj Siemens ES64P 127 001 odvozený ze španělských lokomotiv. Nový stroj byl pojmenován EuroSprinter a byl předváděn v mnoha evropských zemích. Očekávaná objednávka od DB však nepřišla, byla doba velkých změn, sjednocení obou částí Německa i jejich národních železnic a nebylo jasné, jaké prostředky budou pro obnovu vozidlového parku k dispozici. Stroj byl DB pronajímán, od roku 2000 patří MRCE/Dispolok a v roce 2001 byl přeznačen na ES 64 P-001.
V roce 1993 se objednávka přece jen objevila – opět z Pyrenejského poloostrova. Portugalské dráhy CP objednaly 30 strojů řady Le 5600 odvozených ze španělské řady 252. Tyto stroje byly dodány v letech 1993 – 1995. Další objednávka na 6 strojů přišla v roce 1997 z Řecka – Řecko tou dobou mělo jedinou elektrizovanou trať ze Soluně na hranice s bývalou Jugoslávií. Objednávka byla později rozšířena na 30 strojů a dodávky se uskutečnily v letech 1997 a 2004 – 2005. Jelikož elektrizace trati Soluň – Atény pokračuje velmi zvolna, dodané stroje nejsou dosud (2010) příliš využívány.
Firma Daewoo dodala jihokorejským železnicím Korail v roce 1998 dva stroje řady 8100 vyrobené na základě typu ES64 ve spolupráci s firmou Siemens. V letech 2003 – 2008 pak dodala dalších 83 lokomotiv řady 8200 firma Rotem, taktéž na bázi ES64.

### Druhá generace
Německé dráhy nakonec v roce 1993 objednaly jednodušší stroje s tlapovými motory. Cílem bylo především nahradit šestinápravové lokomotivy řady 150. Nové lokomotivy nesly typové označení ES64F a řadové 152. Celkem bylo objednáno 195 těchto lokomotiv. V letech 1995 – 2001 jich bylo dodáno 170, objednávku na posledních 25 kusů změnily DB ve prospěch typu ES64U2, protože řada 152 nebyla z důvodu vyššího namáhání traťového svršku schválena pro provoz v Rakousku.
Pro přímou vozbu vlaků po nově otevřeném železničním spojení mezi Dánskem a Švédskem si objednaly dánské dráhy v předstihu v roce 1997 třináct dvoufrekvenčních lokomotiv typu EuroSprinter. Tyto lokomotivy jsou jediné šestinápravové lokomotivy v rodině EuroSprinter, a to z důvodu stoupání na uvedené trati, které dosahuje až 15,6 %o. Lokomotivy jsou určeny pro nákladní vlaky, nemají ani zásuvku vlakového topení. Byly dodány v letech 1999 – 2000 přímo divizi DSB Gods. Ta byla převzata v roce 2001 německým koncernem Railion, dnes patří lokomotivy DB Schenker.
V roce 1997 po výběrovém řízení objednaly Rakouské spolkové dráhy (ÖBB) 50 lokomotiv typu ES64U2 s opcí na dalších 350. Konstrukce lokomotiv vycházela z německých řad 152 a 120 a vznikala ve spolupráci s SGP Graz. ÖBB označily prvních 50 strojů pro napájení 15 kV řadou 1016 a dvoufrekvenční řadou 1116. Lokomotivy si objednali i jiní dopravci, takže celkem jich bylo v letech 1999 – 2006 vyrobeno 437 kusů.

### Třetí generace
DB AG objednaly v roce 1995 195 lokomotiv řady 152 s opcí na dalších 100 ks. V roce 1999 byla objednávka potvrzena, avšak na vylepšenou, čtyřsystémovou verzi s použitím IGBT tranzistorů v regulaci pohonu. Vývoj polovodičové techniky umožnil postavit výkonnou lokomotivu při dodržení maximální hmotnosti 88 t, kterou obvykle vyžadují evropští správci infrastruktury. V září 2002 byla dokončena první lokomotiva označená jako typ ES64F4 a v dubnu 2003 byly první tři stroje řady 189 předány DB. Dodávky zbylých 97 strojů pokračovaly od května 2003 do prosince 2005, zatímco první tři stroje byly v říjnu – listopadu 2003 vráceny výrobci.
Zatímco probíhaly dodávky lokomotiv 1116, ÖBB zjistily, že pro plánovanou expanzi na evropských železnicích by potřebovaly lokomotivu schopnou provozu i s napájením 3 kV ss. Po domluvě s výrobcem se podařilo změnit původní objednávku a posledních 50 strojů bylo vyrobeno jako typ ES64U4. Tyto lokomotivy byly ÖBB dodávány od července 2006 do května 2008. Lokomotiva odpovídá po mechanické stránce řadě 1116, elektrická část již vychází z typu ES64F4.
Z typu ES64U4 vycházejí i lokomotivy platformy EuroSprinter 2007 – ES64U4-H pro Belgii a ES46B1 pro Portugalsko. Na první pohled se liší kabinou strojvedoucího, která splňuje podmínky TSI pro bezpečnost při střetu a postrádá tak eleganci taurusů (jak se v Rakousku řady 1016, 1116 a 1216 označují). Tato generace EuroSprinterů má kabina strojvedoucího designově velmi podobnou další vývojové fázi lokomotiv a to generaci nazývané Vectron.

## Typové rozlišení

### Společné znaky

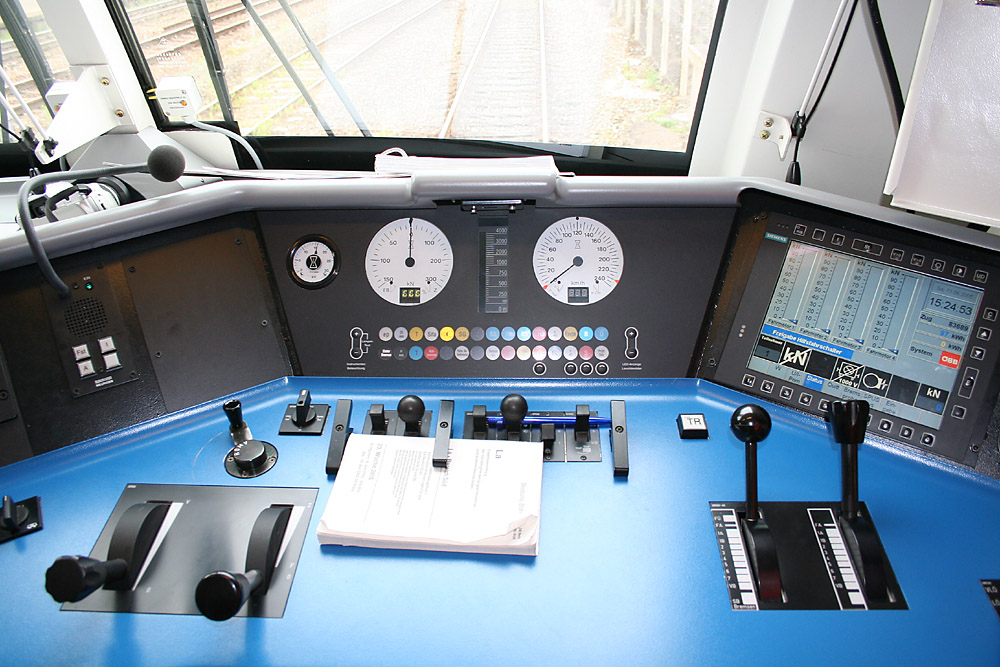
Stanoviště strojvedoucího na ES64U2

Přenos tažných sil se děje prostřednictvím otočných čepů. Skříň lokomotivy je na každém podvozku podepřena dvěma páry vinutých flexi-coil pružin. Pružiny jsou na obou koncích opatřené pryžokovovými prvky, spodní (na straně podvozku) jsou válcové.
Vedení dvojkolí zajišťují trojúhelníkovité ojničky s odlišnou tuhostí v příčném a podélném směru. K pohonu lokomotivy slouží 4-pólové asynchronní trakční motory s kotvou na krátko. Provedení F má motory tlapové s valivými ložisky, pastorkem jako součástí převodovky a s membránovou spojkou mezi hřídelem rotoru a pastorkem. Verze U mají plně odpružený trakční motor, přenos kroutícího momentu na nápravu dutým hřídelem a oddělený brzdící hřídel na opačné straně příslušné nápravy (u čelníku podvozku).
Olejový transformátor je umístěn pod podlahou, což umožnilo zvolit uspořádání strojovny s uličkou uprostřed. Ve strojovně se pak nacházejí další součásti trakční výzbroje a pomocných pohonů, vlakových zabezpečovačů a brzdové odporníky, jsou-li potřeba.
Trakční motory jsou regulovány jednotlivě, každý má vlastní měnič. Měniče jsou zesynchronizovány, aby byl optimalizován odběr z napájecí sítě. Elektrodynamická brzda pracuje přednostně jako rekuperační, lokomotivy pouze na střídavé napájení obvykle nejsou vybaveny brzdovým odporníkem.
Výrobce zahrnuje do skupiny EuroSprinter následující řady a typy vozidel vozidel:
- SNCB řada HLE 18
- CP řada LE 4700
- Čínské železnice řada HXd1
- ÖBB řady 1016 / 1116 / 1216
- Vogtlandbahn GmbH řada 183
- RTS Transport Service GmbH řada 1216
- SŽ řada 541
- Railion Deutschland AG řada 189
- DC Mitsui Rail Capital Europe ES64F4/ES64F1
- Del Fungo Giera řada E 474
- Hector Rail AB řada 441
- SBB Cargo řada Re 474
- Dispolok GmbH ES64F4
- Mittelweserbahn GmbH řada 1116
- MÁV řada 1047
- GySEV řada 1047.5
- HUPAC AG řada 1116
- Dispolok GmbH ES64U2
- Railion Deutschland AG řada 182
- Railion Deutschland AG řada 152
- Čínské železnice řada DJ 1
- Dispolok GmbH ES64F
- Korejské národní železnice řady 8100 / 8200
- OSE řada 120
- Railion Denmark A / S řada EG 3100
- RENFE řada S 252
- CP řada LE 5600

### ES64P

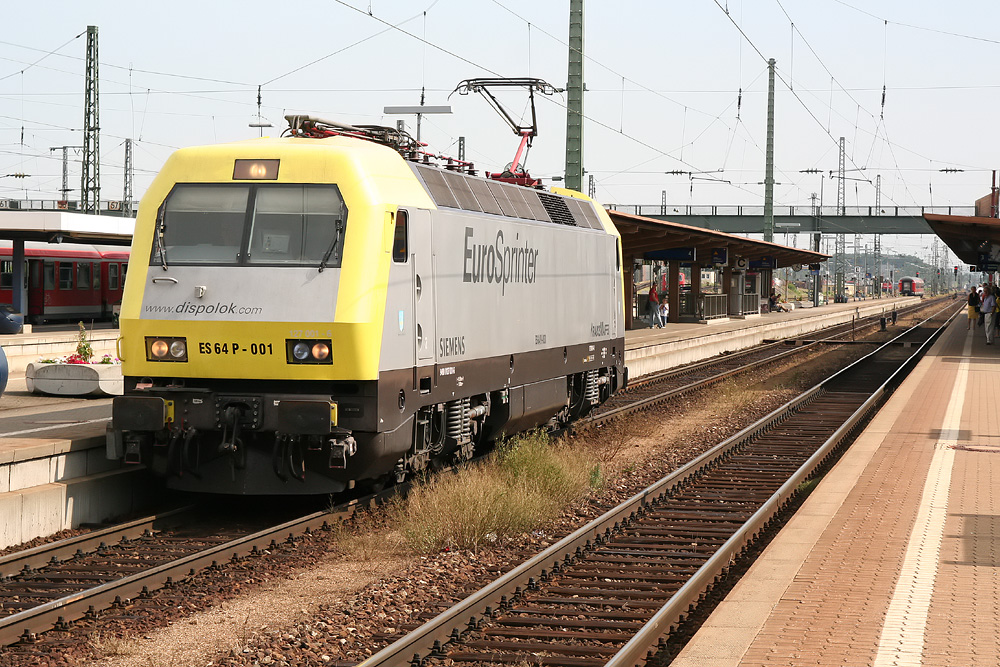
127.001 v Ingolstadtu.

ES64P je univerzální lokomotiva pro těžkou nákladní i rychlou osobní dopravu. Je prototypem rodiny EuroSprinter a zároveň zkušebním strojem pro ověřování nových komponent a materiálů. U DB AG byla označena řadou 127.

 
Rychlostí 310 km/h dosaženou 6. srpna 1993 mezi Würzburgem a Fuldou ustanovila svého času rychlostní rekord vozidel s třífázovým pohonem.

### ES64F

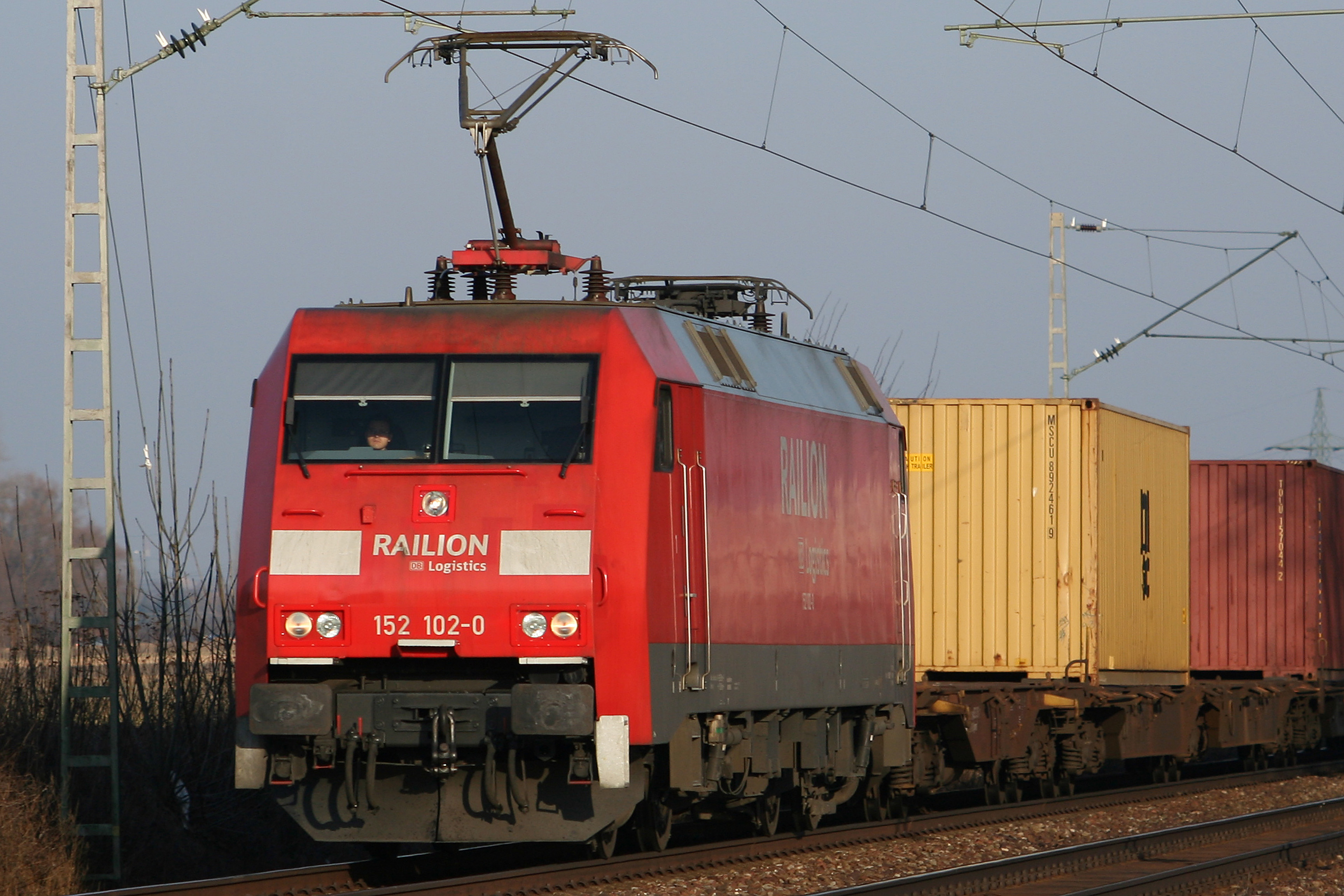
Lokomotiva ř. 152 u Gaimersheimu.

ES64F (DBAG řada 152) je lokomotiva určená především pro nákladní dopravu, použitelná i v osobní dopravě, především ve vozbě těžkých osobních vlaků z patrových vozů. 

### EG 3100

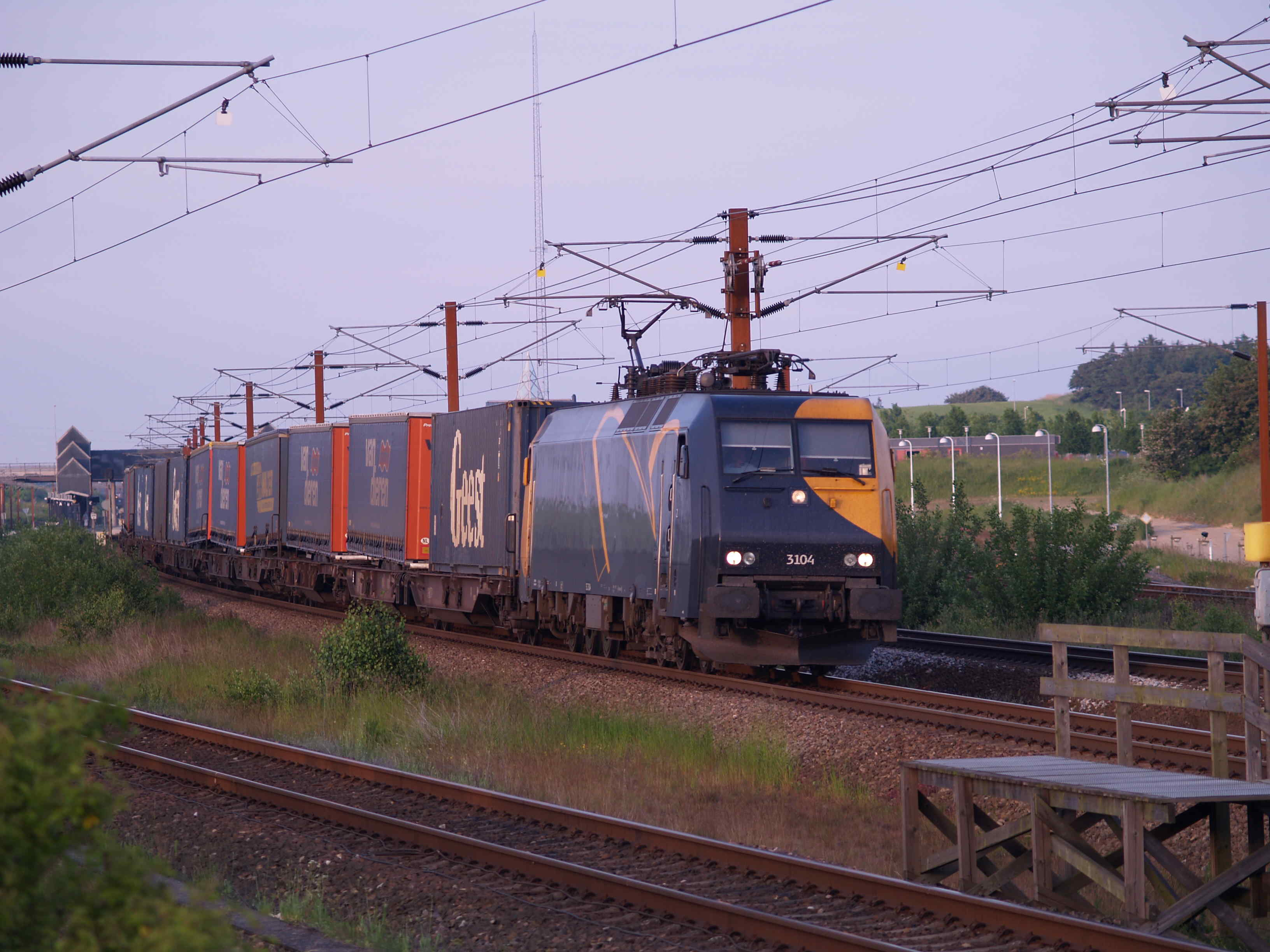
EG 3104 s nákladním vlakem při průjezdu skrz Korsør.

Řadu EG 3100 si objednaly Dánské státní dráhy (DSB) jako šestinápravovou verzi typu ES64F pro provoz na dánské síti 25 kV-50 Hz i švédské a německé 15 kV-16,7 Hz. Lokomotiva je vybavena i příslušnými vlakovými zabezpečovači.

Tažná síla lokomotivy při rozjezdu tak díky šestinápravovému provedení stoupla z obvyklých 300 na 400 kN. Tato tažná síla je nezbytná pro dopravu 2000 t těžkých vlaků na rampě ve sklonu 15,6 promile u tunelu pod Velkým Beltem. 

### ES64U2

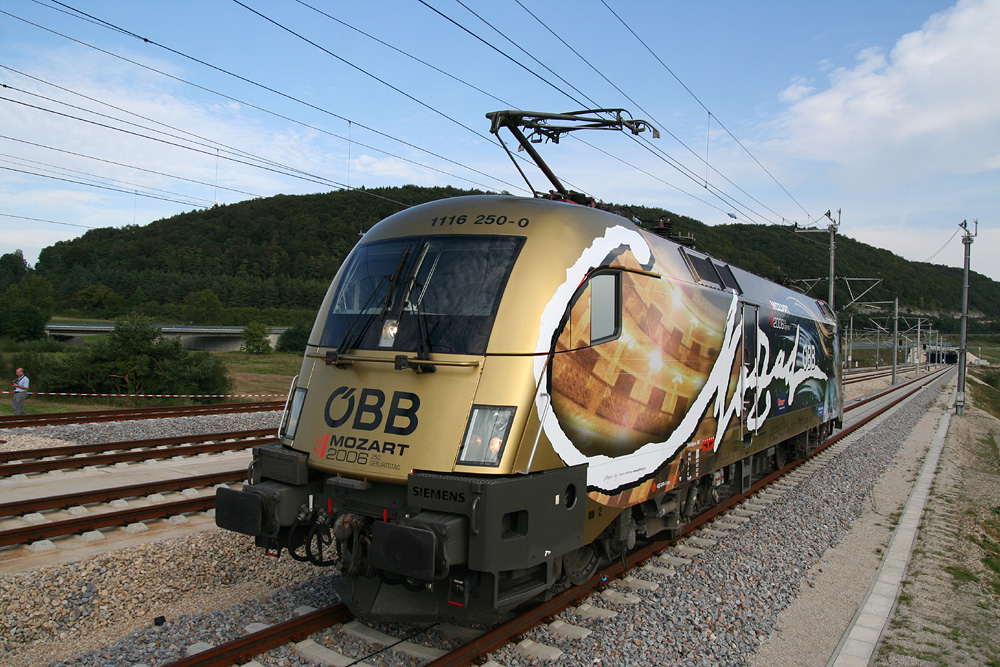
Reklamní lokomotiva ÖBB řady 1116 ve stanici Kinding.

ES64U2 byla původně vyvinuta jako univerzální lokomotiva pro ÖBB. Lokomotivy jsou označeny řadou 1016 (pouze 15 kV) a 1116 (15/25 kV). U ÖBB nesou tyto lokomotivy spolu s řadou 1216 chráněný název Taurus.

Lokomotivy vlastní i DB AG (řada 182 – 25 kusů), MÁV (řada 470 – 10 kusů), GySEV a další privátní dopravci. 

### ES64U4

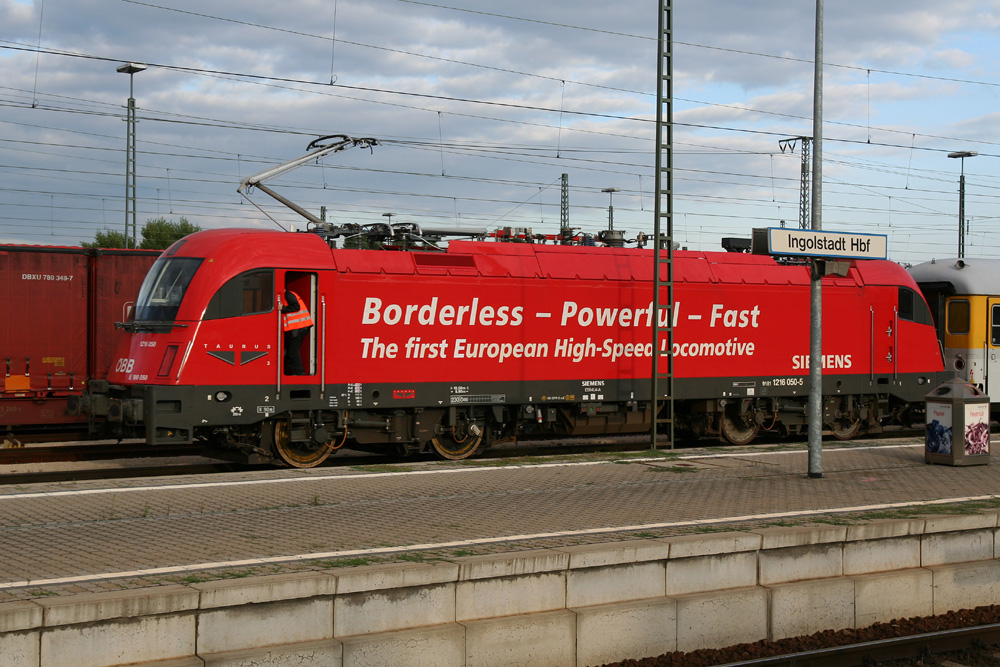
ÖBB 1216 050-5 při zkušební jízdě v Ingolstadtu.

Čtyřsystémový typ ES64U4 vzniknul kombinací mechanické části typu ES64U2 a elektrické části ES64F4 jako odpověď na požadavek na univerzální čtyřsystémové lokomotivy. První zkušební jízdy se uskutečnily v roce 2005, dodávky pro ÖBB (řada 1216) započaly v následujícím roce. ÖBB si objednaly 50 lokomotiv, SŽ 32 kusů (řada 541) a další si pořídili privátní dopravci. 

#### Rychlostní rekord

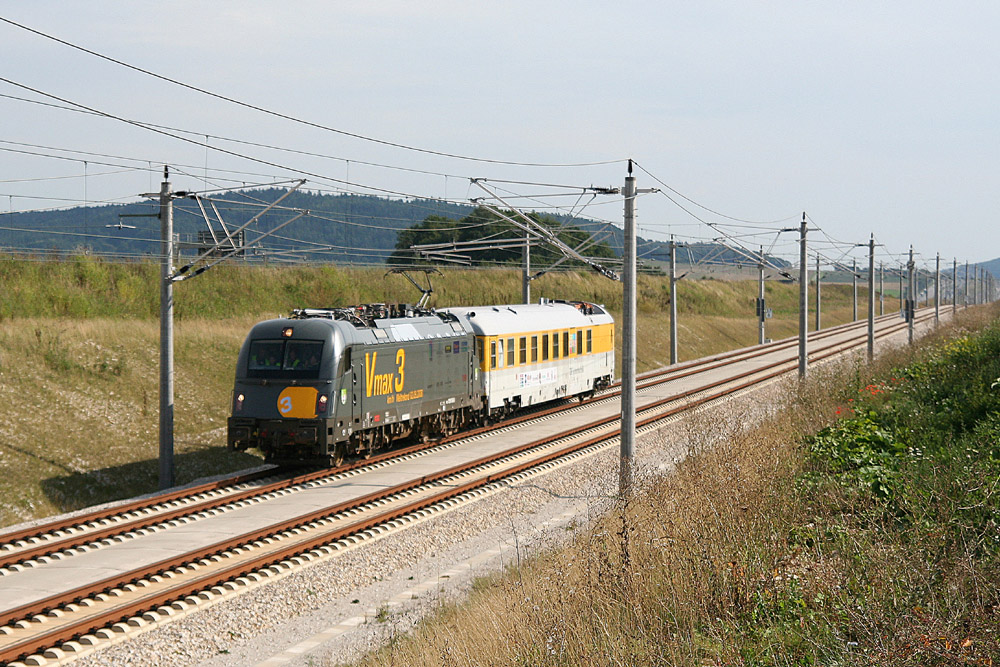
Rekordní 1216 050 s měřícím vozem

Lokomotiva typu ES64U4 (později dodaná ÖBB jako 1216 050, nyní 1216 025) ustanovila 2. září 2006 na vysokorychlostní trati Norimberk – Ingolstadt – Mnichov mezi stanicemi Kinding a Allersberg nový rychlostní rekord lokomotiv – 357 km/h. Jednalo se o lokomotivu v sériovém provedení s minimálními úpravami – odstranění stěračů pro nebezpečí utržení a pádu. 

### ES64F4

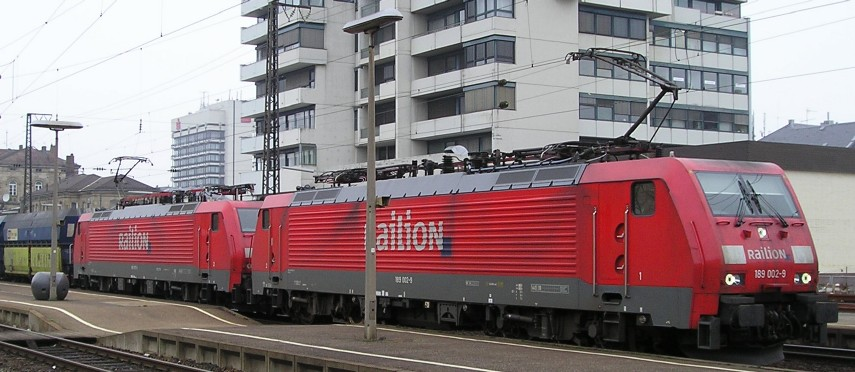
189 002 a 075 ve Fürthu (Bavorsko)

ES64F4 je nákladní verze čtyřsystémové lokomotivy použitelné prakticky na celé evropské síti železnic s rozchodem 1435 mm (s výjimkou Velké Británie). V Německu je tento typ označen řadou 189. 

## Následovníci
Z platformy ES64 vychází nová rodina lokomotiv Siemens pojmenovaná Vectron. Nový typ se vyznačuje především dotaženou modularitou konstrukce – agregáty mají svá pevně daná místa i rozhraní, takže lze snadno změnit typ lokomotivy dle potřeby. Podvozky vycházejí z typu ES64U4, avšak zmizel oddělený brzdící hřídel – pohon odpovídá koncepci dieselových lokomotiv typu EuroRunner. Skříň lokomotivy splňuje pevnostní požadavky TSI HS RST a EN 15227:2008. Maximální rychlost lokomotiv činí 200 km/h.

## Srovnávací tabulka
| Označení                     | ES64P             | ES64U2             | ES64U4                      | ES64F        | ES64F4                                    | EG 3100           |
| ---------------------------- | ----------------- | ------------------ | --------------------------- | ------------ | ----------------------------------------- | ----------------- |
| První nasazení               | 1992              | 2000               | 2005                        | 1996         | 2003                                      | 1999              |
| Uspořádání náprav            | Bo’Bo’            | Bo’Bo’             | Bo’Bo’                      | Bo’Bo’       | Bo’Bo’                                    | Co’Co’            |
| Napájecí systém (kV/Hz)      | 15 / 16,7         | 15 / 16,7 25 / 50  | 15 / 16,7 25 / 50 3 = 1,5 = | 15 / 16,7    | 15 / 16,7 25 / 50 3 = 1,5 =               | 15 / 16,7 25 / 50 |
| Trvalý výkon (kW)            | 6400              | 6400               | 6400                        | 6400         | 6400 (25/15 kV) 6000 (3 kV) 4200 (1,5 kV) | 6500              |
| Tažná síla při rozjezdu (kN) | 300               | 300                | 300                         | 300          | 300                                       | 400               |
| Max. rychlost (km/h)         | 230               | 230                | 230                         | 140          | 140                                       | 140               |
| Hmotnost (t)                 | 86                | 86                 | 86                          | 86           | 86                                        | 129               |
| řada DB AG                   | (127) (pův. 1 ks) | 182 (25 ks)        | –                           | 152 (170 ks) | 189 (90 ks)                               | –                 |
| řada ÖBB                     | –                 | 1016/1116 (332 ks) | 1216 (50 ks)                | –            | 1890 (? ks)                               | –                 |
| řada SBB-CFF-FFS             | –                 | –                  | –                           | –            | Re 474 (12 ks)                            | –                 |
| řada MÁV                     | –                 | 1047 (10 ks)       | –                           | –            | –                                         | –                 |
| řada GySEV                   | –                 | 1047.5(5 ks)       | –                           | –            | –                                         | –                 |
| řada SŽ                      | –                 | –                  | 541 (32 ks)                 | –            | –                                         | –                 |
| MRCE Dispolok                | (1 ks)            | (60 ks)            | –                           | -            | (cca 105 ks)                              | –                 |
| Celkem                       | 1                 | cca 432            | cca 93                      | 172          | cca 210                                   | 13                |